# Cerralba

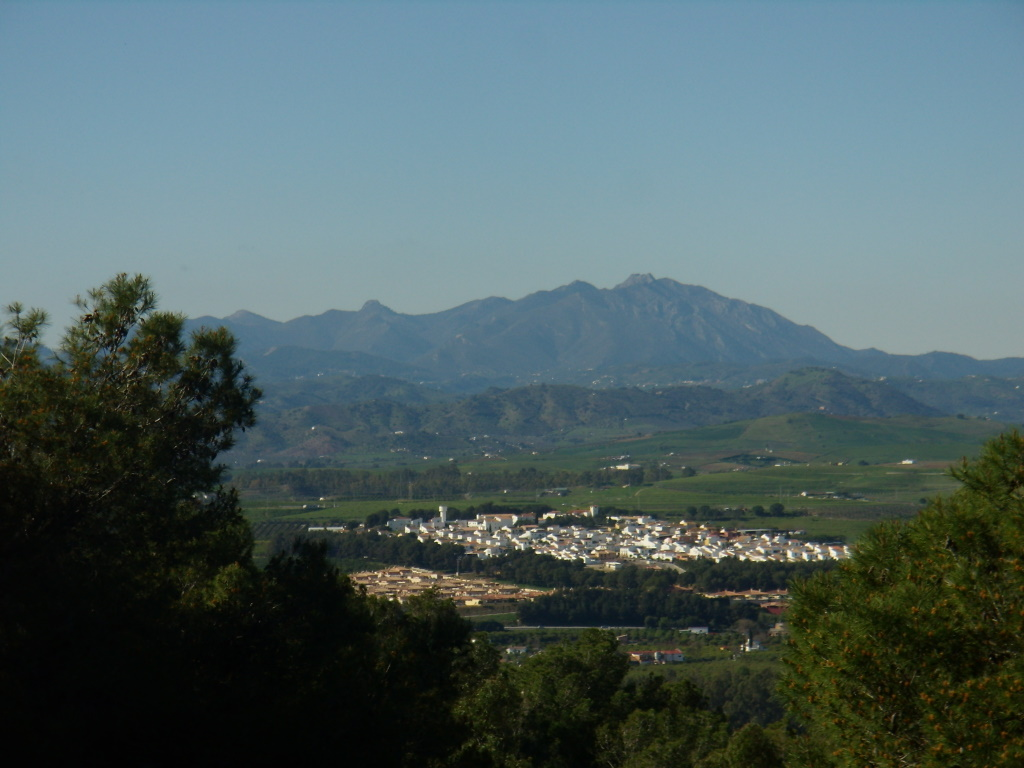
Vista de Cerralba con Sierra Blanca al fondo.

Cerralba es una pedanía del municipio de Pizarra, situada a unos 3 kilómetros del núcleo principal municipal, en la provincia de Málaga, Andalucía, España. Al igual que Zalea, perteneció al Instituto Andaluz de Reforma Agraria antes de pasar a depender del ayuntamiento de Pizarra. En 2012 tenía una población de 1.001 habitantes.
El pueblo fue construido a finales de los años 1960. Sus primeros pobladores llegaron en 1972 procedentes de Coín y Sierra de Gibralgalia, pedanía de Cártama. Su edificio más notable es la Iglesia de Nuestra Señora de la Rosa, inaugurada en 1971 y su fiesta grande se celebra en el mes de junio, en honor a la Virgen de la Rosa. 

## Esencia
No se puede decir que Cerralba presuma de tener atracciones turísticas impresionantes (por que no las tiene), pero es eso exactamente lo que lo hace tan especial. No hay algo en específico que debas ver o probar, Cerralba es un pueblo que te hace valorar la calma mientras observas su paisaje natural, que te inspira paz a la vez que te hace reflexionar sobre lo que realmente forma a un pueblo, su magia reside en su origen, en su proceso, en sus antiguos habitantes cuyas historias han formado la identidad de este lugar tan único.

## Transporte
Está comunicada mediante varias rutas del Consorcio de Transporte Metropolitano del Área de Málaga. Pueden consultarse en el siguiente enlace